# Stith Thompson
Stith Thompson (* 7. März 1885 in Bloomfield (Kentucky); † 13. Januar 1976 in Columbus (Indiana)) war ein US-amerikanischer Volkskundler.
Als Vertreter der so genannten finnischen Schule (geographisch-historische Methode) der Erzählforschung überarbeitete und ergänzte er zuerst 1927 und dann noch einmal 1961 die ursprünglich 1910 veröffentlichte Klassifikation von Märchen- und Schwankgruppen von Antti Aarne (Aarne-Thompson-Index).
Seit 1947 war er Mitglied der American Philosophical Society.
1959 erhielten Thompson, sowie sein Kollege Archer Taylor die Ehrendoktorwürde der Christian-Albrechts-Universität zu Kiel.

## Veröffentlichungen (Auswahl)
- Tales of the North-American Indians. Selected and annotated by Stith Thompson. Harvard University Press, Cambridge (Mass.) 1929
- The Types of the Folktale. A Classification and Bibliography. Antti Aarne’s Verzeichnis der Märchentypen (FF Communications No. 3) translated and enlarged (= Folklore Fellows’ Communications. Bd. 74). Suomalainen Tiedeakatemia, Helsinki 1928.
- The Types of the Folktale. A Classification and Bibliography. Antti Aarne’s Verzeichnis der Märchentypen (FFC No. 3) translated and enlarged. (= Folklore Fellows’ Communications. Bd. 184). 2. Auflage. Suomalainen Tiedeakatemia, Helsinki 1961.
- Motif-index of folk-literature. Indiana University Press, Bloomington/ London 1955.